# Депонија звука
Депонија Звука је панк састав оформљен 2005. године и долази из Риђице. Поред најновијег ЕП издања „Устанак“ (2016), бенд иза себе има четири демо албума: „Слика Наше Државе“ (2008), „Звук Депоније“ (2008), „Лудост Без Младости“ (2011) и „Сиромашна Прича“ (2012), као и концертни албум „Уживо у Кули“.